# Phattharavee Chaisut
Phattharavee Chaisut (thailändisch ภัทรวีร์ ชายสุทธิ์, * 3. Mai 1997) ist ein thailändischer Fußballspieler.

## Karriere
Phattharavee Chaisut stand bis Ende 2018 beim Pattaya United FC unter Vertrag. Der Verein aus Pattaya spielte in der höchsten thailändischen Liga, der Thai League. 2017 absolvierte er für die Blue Dolphins zwei Erstligaspiele. 2018 wurde er in der zweiten Mannschaft eingesetzt. Die zweite spielte in der vierten Liga, der Thai League 4, in der Eastern Region. Seit Anfang 2019 ist er vereins- und vertragslos.